# Jean-Claude Missiaen
Pour les articles homonymes, voir Missiaen.
 (décembre 2015).
Si vous disposez d'ouvrages ou d'articles de référence ou si vous connaissez des sites web de qualité traitant du thème abordé ici, merci de compléter l'article en donnant les références utiles à sa vérifiabilité et en les liant à la section « Notes et références ».
Jean-Claude Missiaen est un critique de cinéma et réalisateur français, né le 18 août 1939 à Paris et mort le 22 octobre 2024 dans la même ville.
Il est également attaché de presse dans le cinéma à ses débuts.

## Biographie

### Critique et historien du cinéma
Grand passionné de films d’action, il s'intègre dans le  groupe des Mac-Mahoniens, chapelle de jeunes critiques cinématographiques qui dans les années 1950-1960 hantaient le Mac Mahon, près de la place de l’Étoile : Michel Mourlet, Pierre Rissient, Bertrand Tavernier...
Il commence à écrire en 1963 à la Revue du Cinéma / Image et son. On retrouve ensuite son nom dans les colonnes du Nouveau Cinémonde, des Cahiers du cinéma et de L'Avant-Scène cinéma (1966-1969). 
Son premier ouvrage consacré au cinéma, Anthony Mann, paraît en 1964 aux éditions universitaires. Suivront Howard Hawks (1966, éditions universitaires), Jean Gabin (Henri Veyrier, 1977) et Cyd Charisse (Henri Veyrier, 1982). En 2017, il signe Le cinéma en héritage. Mémoires, ouvrage au format beau-livre qui retrace l'ensemble de sa carrière cinématographique.

### Théâtre
De 1964 à 1967, Jean-Claude Missiaen travaille comme assistant directeur de scène de Raymond Rouleau, Jacques Mauclair et Jean Mercure aux théâtres du Gymnase, de l'Alliance française et Sarah Bernardt (actuel Théâtre de la Ville - Sarah Bernhardt). Jean-Claude Missiaen débute comme attaché de presse pour Universal en s'occupant en 1969 de la sortie du film d'Alfred Hitchcock, L'Étau. Il sera pendant 7 ans l'attaché de presse de Woody Allen, pendant 8 ans celui de Claude Sautet. Au cours des années 1970, il s'occupe également de films de Federico Fellini, Sergio Leone, Bernardo Bertolucci, François Truffaut, John Sturges, Walter Hill, Miloš Forman, John Huston, Joseph Losey, Arthur Penn et Elia Kazan, films interprétés par Burt Lancaster, Jean Gabin, Alain Delon, Clint Eastwood, Charles Bronson ou Yves Montand.

### Réalisateur
En 1981, Jean-Claude Missiaen écrit le scénario du film Tir groupé qu'il réalise l'année suivante. Prenant de vitesse l'inspecteur Gagnon (Michel Constantin) de la brigade criminelle, Antoine Béranger (Gérard Lanvin) effectue une enquête parallèle pour venger la mort de son amie Carine (Véronique Jannot), assassinée dans le RER par trois loubards. Le film sort en septembre 1982 et totalise 1 344 411 spectateurs. Tir groupé est nommé trois fois aux Césars et reçoit le prix de la Presse étrangère. 
Il réalise ensuite deux autres films policiers, Ronde de nuit (1984) avec Gérard Lanvin, Eddy Mitchell et Lisette Malidor, puis La Baston (1985) interprété par Robin Renucci et Véronique Genest.
À la télévision, Jean-Claude Missiaen a mis en scène Les Hordes (1991), série culte de politique-fiction d’une durée de six heures, ainsi que Goupil voit rouge avec Victor Lanoux (1993, série Renseignements généraux).  
En 1993, il réalise un téléfilm de la collection franco-canadienne D'amour et d'aventure, intitulé Une image de trop (Picture Perfect,), avec pour vedette l'acteur américain Mark Hamill.
Dans la seconde moitié des années 1990, il réalise pour France 3 une série de portraits d’acteurs : Jean Gabin, Lino Ventura, Romy Schneider, Bourvil, Louis de Funès.

### Mort
La mort de Jean-Claude Missiaen à 85 ans est annoncée sur les réseaux sociaux le 22 octobre 2024 puis l’information est reprise par la presse le lendemain,,. Ses obsèques se tiennent dans la matinée du 29 octobre 2024 à l'église de la Sainte-Trinité de Paris, avant l'inhumation dans l'après-midi au cimetière de Trouville (Seine-Maritime).

## Suppléments DVD
Il intervient régulièrement pour parler d'Anthony Mann, Burt Lancaster, Alan Ladd, René Clément, Martine Carol, Raoul Walsh, Alfred Hitchcock, Michael Curtiz, Claude Sautet, André Cayatte, etc. sur les suppléments Blu-ray et DVD de classiques du cinéma américains et français édités par Sidonis, Wild Side, Gaumont, Filmedia, Studiocanal, etc.

## Filmographie
- 1982 : Tir groupé
- 1984 : Ronde de nuit
- 1985 : La Baston
- 1991 : Les Hordes (mini-série)
- 1992 : Les Renseignements généraux (TV)
- 1993 : Une image de trop (TV)

## Publications
- 1964 : Anthony Mann, Éditions universitaires, 192 pages ;
- 1966 : Howard Hawks, Éditions universitaires, 192 pages ;
- 1977 : Jean Gabin, avec Jacques Siclier, Henri Veyrier ;
- 1979 : Cyd Charisse. Du ballet classique à la comédie musicale, Henri Veyrier ;
- 2017 : Le cinéma en héritage. Mémoires, Archimbaud éditeur, Riveneuve, Collection cinéma, 192 pages.